# 東本町 (八尾市)
東本町（ひがしほんまち）は、大阪府八尾市の地名。現行行政地名は東本町一丁目から東本町五丁目。住居表示は実施済み。
現住所表記に変更される前は地域内で大字木戸、大字東郷、大字庄之内、大字八尾が交雑していた。

## 歴史
令制国一覧 > 畿内 > 河内国 > 若江郡 > 木戸村、東郷村、庄之内村ほか
中世八尾庄付近にあった村落（のちの八尾八か村）のうち、当地域には東郷村を中心に木戸村の大半、庄之内村の大半も含まれていた。平野から東へ伸びる八尾街道が当地で分岐し、東へは信貴山方面への立石街道が分かれ、八尾街道は南へ向きを変えて続く。当地に延喜式神名帳に記される長柄神社に比定される神社があったが、明治40年に矢作神社に合祀された。江戸時代以降、八尾の中心は当地の西にある寺内町を中心に発展するが、当地は門外からそのまま町並みが続き、寺内町と同様に木綿問屋や肥料商などの商家が多かった。
正保郷帳の写しとされる河内国一国村高控帳石高は木戸村278石、東郷村510石、庄之内村320石余。江戸時代は一貫して幕府直轄領だった。明治以降の市町村制施行で八尾村の大字木戸、東郷、庄之内となる。昭和35年の現住所表記施行時に東本町となる。

## 地理
旧東郷集落は現在の2丁目辺りで旧い民家が多い。3丁目は近鉄八尾駅に近く雑居ビルや商店が多い。

## 世帯数と人口
2020年（令和2年）3月31日現在（八尾市発表）の世帯数と人口は以下の通りである。
| 丁目         | 世帯数    | 人口    |
| ------------ | --------- | ------- |
| 東本町一丁目 | 246世帯   | 485人   |
| 東本町二丁目 | 265世帯   | 641人   |
| 東本町三丁目 | 259世帯   | 489人   |
| 東本町四丁目 | 201世帯   | 430人   |
| 東本町五丁目 | 338世帯   | 728人   |
| 計           | 1,309世帯 | 2,773人 |

### 人口の変遷
国勢調査による人口の推移。
| 1995年（平成7年）  | 2,713人 | [ 5 ] |  |
| 2000年（平成12年） | 2,579人 | [ 6 ] |  |
| 2005年（平成17年） | 2,503人 | [ 7 ] |  |
| 2010年（平成22年） | 2,365人 | [ 8 ] |  |
| 2015年（平成27年） | 2,538人 | [ 9 ] |  |

### 世帯数の変遷
国勢調査による世帯数の推移。
| 1995年（平成7年）  | 1,028世帯 | [ 5 ] |  |
| 2000年（平成12年） | 1,081世帯 | [ 6 ] |  |
| 2005年（平成17年） | 1,079世帯 | [ 7 ] |  |
| 2010年（平成22年） | 1,042世帯 | [ 8 ] |  |
| 2015年（平成27年） | 1,162世帯 | [ 9 ] |  |

## 学区
市立小・中学校に通う場合、学区は以下の通りとなる（2020年5月時点）。
| 丁目         | 番   | 小学校             | 中学校             |
| ------------ | ---- | ------------------ | ------------------ |
| 東本町一丁目 | 全域 | 八尾市立八尾小学校 | 八尾市立成法中学校 |
| 東本町二丁目 | 全域 | 八尾市立八尾小学校 | 八尾市立成法中学校 |
| 東本町三丁目 | 全域 | 八尾市立八尾小学校 | 八尾市立成法中学校 |
| 東本町四丁目 | 全域 | 八尾市立八尾小学校 | 八尾市立成法中学校 |
| 東本町五丁目 | 全域 | 八尾市立八尾小学校 | 八尾市立成法中学校 |

## 事業所
2016年（平成28年）現在の経済センサス調査による事業所数と従業員数は以下の通りである。
| 丁目         | 事業所数  | 従業員数 |
| ------------ | --------- | -------- |
| 東本町一丁目 | 26事業所  | 74人     |
| 東本町二丁目 | 24事業所  | 72人     |
| 東本町三丁目 | 130事業所 | 973人    |
| 東本町四丁目 | 19事業所  | 250人    |
| 東本町五丁目 | 20事業所  | 86人     |
| 計           | 219事業所 | 1,455人  |

## 施設
（1丁目）
- 長柄神社跡

延喜式神名帳に記載されている式内社で、東郷村、庄之内村の氏神。明治40年に矢作神社に合祀されている。境内はそのまま残っており、鳥居と社殿の基礎跡も残されている。
（2丁目）
- 桃林堂板倉家住宅

（3丁目）
- 大和自転車店

（4丁目）
- ゲオ八尾店
- 今川病院

（5丁目）
- ヤマトエスロン本社

## 交通
主要道路
- 大阪府道5号大阪港八尾線
- 大阪府道176号近鉄八尾停車場線
- 市道八尾第184号線（近鉄八尾駅東交差点 - 東本町4丁目交差点）

鉄道
地域内を鉄道は通っておらず、3丁目北はずれに近鉄八尾駅がある。

## その他

### 日本郵便
- 郵便番号 : 581-0004[2]（集配局：八尾郵便局[12]）。